# Valentin Fjodorovič Kovaljov
Valentin Fjodorovič Kovaljov (rusko Валентин Фёдорович Ковалёв), sovjetski častnik, vojaški pilot, preizkusni pilot in heroj Sovjetske zveze, * 29. julij 1914, Baku, † 30. november 1972, Moskva.
Po drugi svetovni vojni je bil preizkusni pilot na reaktivnih letalih pri Centralnem aerohidrodinamičnem inštitutu ZSSR.